# 天猷寺
天猷寺（てんにゅうじ）は、岐阜県瑞浪市釜戸町町屋にある臨済宗妙心寺派の龍泉門派の寺院。山号は龍吟山。

## 歴史
元和2年(1616年)、旗本釜戸馬場氏の初代の馬場昌次が、父の馬場昌祐の菩提を弔うために小庵を開基し、妻木郷の崇禅寺から籌屋西堂を招いて開山した。
寺号は昌祐の法名に因んでいる。
天猷寺文書の天和年間(1681年～1684年)の記には小庵とあり、先住の大振・中興の籌屋西堂の後は、
東海門派である妻木崇禅寺の玄蔵主(南秀玄良)、別山宗悦、巴蔵主(別三祖縁)、団蔵主(秀巌宗坤)が入寺して続いたとある。
団蔵主は岐阜の瑞龍寺の西堂に移って秀巌宗坤となると、弟子の相秀は、前々住持の南秀玄良を師として加茂郡川辺村の禅原寺で修行し、秀蔵主と称した。
延宝8年(1680年)、三代の馬場利尚が、小庵を現在地に移し、菩提寺として建立し、現在に至る寺基を確立した。
秀蔵主は馬場利尚の信任を得て天猷寺の四世となり中興し大雲慈徳となった。
天和2年(1682年)、馬場利尚の妻は、長男の早世を悼み、高野山より運慶の作といわれる聖観音を迎えて厚く信仰し厄難消除と諸縁吉祥を祈願した。爾来毎年4月18日には、水子地蔵と共に「観音まつり」が行われている。
大雲慈徳は、寺を弟子の統天宜元に譲ると、宿村の温泉のあたりに庵を作り、山水を愛しながら彫刻に精を出した。
享保4年(1719年)に大雲慈徳の作の弁財天像と天神像が天猷寺に祀られている。
享保5年(1720年)、天猷寺は、釜戸馬場氏から釜戸村の神徳と論栃の24石7斗3升合を寺領として与えられ、寶珠庵・光春院・潮音寺を系下に置いた。
享保19年(1734年)、本堂を建て替えたが、屏風山の大きく太いケヤキ一本で、本堂の柱を全てまかなったということで、一本寺とも呼ばれる。
また、寺の東には、当寺の山号に因んだ龍吟の滝がある。

## 寺宝
旗本釜戸馬場氏10代の馬場克昌が著した詩経物産図譜や、馬場氏書簡・馬場氏系図・馬場利尚画像などの品を多く所蔵している。

### 詩経物産図譜
克昌は文化8年(1811年)12月に家督を相続して御使番、天保9年(1838年)には巡見使（将軍の代替わりごとに諸国の政情を視察した職）となり、関八州（現在の関東地方）ならびに伊豆国を巡察し、また西丸御留守居番（老中の下で江戸城本丸の守衛にあたる職）を歴任し、慶応4年(1868年)9月14日、84才で没した。
克昌は本草学を志し、江戸の邸内に珍草奇草を集めて栽培した。
この図譜は、縦26.5cm、横18.7cmの和綴で、5巻から成っており、第1巻と2巻は草本85種が納められ、第3巻は桃をはじめとする植物が47種、第4巻はミサゴをはじめとする禽獣（鳥獣）が64種、第5巻はキリギリスをはじめとする虫魚35種が納められている。
図譜の基になっているものは詩経から語句を引用し、その中にある動植物を図解・解説している。
克昌は絵が得意だったようで、図は非常に写実的に描かれている。また植物の巻にはラテン名を付してある等、克昌の学識の深さがうかがえる。
昭和54年(1979年)3月2日　瑞浪市の指定文化財となったが、詩経物産図譜の一部は現在、国立博物館にある。

### 天猷寺の駕籠
釜戸馬場氏歴代当主や天猷寺歴代住持が用いた駕籠を所蔵しており、瑞浪市の指定文化財となっている。
江戸時代に天猷寺の住持と旗本の釜戸馬場氏が代々使用したものと伝えられ、市内に残る駕籠の中では、材質構造ともに上質である。

### 呪いの血槍
文化財ではないが、島原の乱に従軍した長崎代官馬場利重が多くのキリシタンを手にかけたと伝わる槍（呪いの血槍）を所蔵している。
伝説ではこの槍を蔵から出すと不幸が起きたため、蔵の奥に仕舞われて表に出されることはなくなったと伝わる。

## 境内

### ハナノキ門
寺の入り口に建つ山門にあたるハナノキ門は、釜戸町神徳字西山に自生する中部地方のみにみられる珍木ハナノキを用いたもので、間口（幅）約4.5メートル、奥行き約3.6メートルの入母屋造り、桟瓦葺きの楼門で、柱・桁など、全てがハナノキ材で建てられており、昭和31年(1956年)11月6日に瑞浪市の指定文化財となった。
瓦葺の楼門（2階建で一重屋根）で、棰（たるき）の形式は鎌倉矩（かまくらく）と呼ばれる特殊な技法を採用しており、扇形をしているのが特徴である。
天保6年(1835年)、地元の大工である成橋財助が、信州の名工の立川和四郎の鎌倉矩（かまくらく）という棰（たるき）の技巧を得ようとして、乞食に変装して尾張内津の妙見寺へ赴いたところ見破られたが、その熱意に動かされて、鎌倉矩を教えてもらうことができたので、天保10年(1839年)に難しい扇棰の屋根が完成した。
理学博士の三好学の著書『天然記念物解説』には「階上の一部（松材）を除き、柱・鴨居・扉等すべて花の木の材が用いてある。（略）全国無数の寺で花の木の門のある処は恐らく天猷寺だけであらう。」と記されている。

### 弁天堂
四世の大雲慈徳和尚が自彫した弁財天像を祀るために、享保9年（1724年）に弁天堂を建立して、天猷寺の鎮守とした。
令和5年（2023年）に壊れて破損した部分を修復し、元の姿を回復した。

### 十三仏石像
花の木門横の十三仏(釈迦如来・薬師如来・大日如来・阿閦如来のほか諸如来石像（碑）・弥勒菩薩・文殊菩薩・普賢菩薩・勢至菩薩・虚空蔵菩薩・浄行菩薩・聖観世音菩薩)は、
「十三仏施主 町屋 長谷川 大山 大島 土本 溝口 文化二乙丑年」と刻まれており、やや大型の光背型である。
像容も出来も立派な十三仏であるが、なぜか不動明王が存在しておらず、実際は十二体である。

### 延命地蔵石像
文政2年(1819年)頃に、信州伊那高遠の石匠で名工の守屋貞治が造立した全高1.1mの延命地蔵像がある。丸彫りで右錫杖の半跏鉄坐像である。
台石には守屋貞治が尊崇していた諏訪温泉寺の願王和尚の偈文「摩訶般薩矣　放光任縁　金環濯々　雨宝無辺」が刻まれている。

### 如意輪観音石像
享保9年（1724年)に造立された石像で、「観音講同行十五人」と刻まれている。

### 六地蔵石像
本堂前の参道の左右に3体ずつ並んでいるが、造立された年代は不明である。

### 釜戸馬場氏の墓
また、釜戸馬場氏2代から9代当主の墓(釜戸馬場氏の墓)があり、瑞浪市の史跡に指定されている。

### 浄珍榧
花の木門の前、釜戸郷を見下ろすように聳える大木「浄珍榧」（じょうちんがや）の名は、江戸時代の初め、この地を開墾した藤田治郎左衛門の戒名「宝山浄珍居士」に由来している。
治郎左衛門は元の姓は藤原で、慶長年間（1596年～1615年）善光寺参りの途中にこの地を見つけ、領主の釜戸馬場氏から許可を得て原野を開発し新田を開墾した。
時の領主からこれを褒められて、「原野を開発して田を設けたので、藤原を改めて藤田とせよ」と言われ、姓を藤田としたとされている。
そこで治郎左衛門は天猷寺の花の木門前に、釜戸郷の繁栄と、子孫が末永く続くことを祈って、この榧の木を植えたと伝えられている。
昭和45年（1970年）発行の「釜戸町誌　通史編」には、
「今、この榧は周り2m、腰上のあたりに空洞ができておりますが、今尚 樹勢盛んにして、繁茂しています」との記述されている。
幹周を大きくし、空洞を大きくしながらも樹勢は衰えておらず、毎年大粒の実をたくさん落としている。

### 藪椿
昔は境内に多くのツバキがあったことから椿寺とも呼ばれる。
天猷寺には、白くて滑らかな幹が美しい藪椿の大木が並んでいる。昔から「椿寺」とも呼ばれていた所以である。
今でこそハナノキ門あたりだけになったが、50年程前までは現在の国道19号線の南を走る県道421号線（武並土岐多治見線）に山門があり、そこからハナノキ門に至る参道の両側に、樹齢200年を超えるみごとな椿並木が残っていたが、
昭和33年（1958年）国道19号線の建設工事着手に伴い伐採された。
椿の実からとれる椿油は食用にも髪付け油にもなり、天猷寺では主に灯明に使用していた。実を搾る機械もあったという。

## 天猷寺と崇禅寺
光雲山崇禅寺は、古くは土岐氏支流の明智彦九郎頼重が南北朝時代に果山正位を招いて開山したと伝えられ、江戸時代には清岩宗源を中興開山とし、旗本妻木氏の菩提寺となっていた。
万治2年（1659年）妻木頼次が急死したことから妻木宗家は断絶したが、同寺は中興二世の見竜、三世の末伝、四世の物見、五世の眠龍（早逝）、六世の北隠（陰）、七世の春嶺と続いて、この天和（1681年～）～貞享（1684年～）期を迎えていた。
一方、釜戸には江戸時代の初期には天猷寺（町屋）、光春院（公文垣内）、寶珠庵（荻之島）の三寺があり、このうち天猷寺は釜戸馬場氏先代の昌祐（天猷寺殿）の領内供養所ということで、江戸亀戸の天猷寺と同名に改称していたが、釜戸馬場氏の菩提寺は江戸亀戸（天猷寺）および牛込（松源寺）に別にあり、 以上村内三寺はともにそれまでは「村の寺」であった。
釜戸馬場氏は初代昌次、二代利重、三代利尚と続いてこの天和・貞享を迎えていた。
戦国時代における天猷寺法系は不詳であるが釜戸馬場氏領となってからは、大振・籌屋西堂のあとは崇禅寺から玄蔵主を迎え、籌屋を中興開山、玄蔵主（南秀玄良、ほかに別山宗悦あるも法系不明）を二世とし、つぎの別三祖縁（巴蔵主）、秀巌宗坤（猷・団蔵主）とも崇禅寺から来たいた。
崇禅寺は臨済宗妙心寺派悟渓門派（東海門派、関山四派の一 岐阜瑞龍寺）であったから、天猷寺もこの時まではその法系であった。
釜戸馬場氏三代の利尚は二児を早逝させ、一族の子の尚恒を養子として嗣がせたが、二児供養のこともあって天猷寺を自領村における菩提寺と決め、延宝8年（1680年）中切八幡宮前にあった小寺を引いて現在地に移し、釜戸馬場氏の領内菩提寺として堂宇・境内を整えた。
この時、天猷寺では二世の南秀の没後を継いだ三世の別三は、加茂郡川辺村の禅原寺に迎えられ、弟子の祖秀（秀（周）蔵主・大雲）も向学のため禅原寺へ同行しており、四世となった秀巌も二年にして瑞龍寺の西堂に迎えられたため無住となっていた。
祖秀（秀蔵主・大雲）は釜戸中切の有力領民であった安藤氏の子である上、幼少から秀才であり、早くから利尚の目にも止まっていたから、天和元年（1681年）再建工事の落成と共にした同寺へ要請された。
しかし、彼の修業した禅原寺は同派の景川門派（竜泉門派、関山四派の一 京都花園庵）であったから、この年の11月2日崇禅寺六世北隠（陰）と隠居物現（四世）との連署によって「悟渓門派と景川門派は、関山派として同派のこと故えとの思召と候えども、我々四門派の者は筋目筋目を大切に仕る儀に候えば、紛れもなき悟渓派寺を只今他門派寺に仕ることは君恩寺恩にも叛き申すこと故」（北隠・物現書状）ということで、自領主妻木氏と対手方の釜戸馬場氏の用人野中氏に訴えた。
これはなかなかの事件に発展した。利尚はすでに老齢であり、その上一徹頑固な性格でもあったから、仲介を頼まれた旗本妻木氏も馬場氏の用人野中氏も同史料「妻木氏書状」「野中氏書状」にみられるように躊躇のことが多く、なかなかはかどらなかった。
崇禅寺側も「天猷寺を奪取り候ても末寺に致す存念はこれなく候えども」と下手に出、釜戸馬場氏も「寺は檀那次第との御定めもあるが強行する気はこれなく、ただ祖秀が不憫であるので（6月6日）」（口上覚）とはいいながら、双方とも自説を曲げなかった。
この状態は天和2年～3年と続き、同3年8月の釜戸馬場氏から妻木氏への「口上覚」にもみられるように「再三崇禅寺へ頼入り候ても御同心之れ無き由に候えども 今一度御申越し下されたく」と双方ともなかなか強硬であったことがわかる。
貞享元年（1684年）正月までに郡内の妙心寺派の信光寺・旭王寺・興徳寺・光春院・正宗寺・天福寺（土岐市肥田）の和尚や、天猷寺檀家のものが崇禅寺に願い出ることもあり、馬場氏からも正式に断わり状も出されて、2月には崇禅寺側北隠・春嶺和尚の面目もたち、馬場利尚は実を得て待望の祖秀を和尚に迎え、病中であったことからその翌3月10日に没して事件は落着した。
この事件の史料を通じて感じとられることは、馬場利尚が「寺は檀那次第の御定」として因州松平氏、水戸家の例をとり「松平氏は妙心寺派から黄檗宗に菩提寺の宗旨を変え、水戸藩でも悟渓門派を景川門派に変えた例がある（8月）」（口上覚）として、「寺は領主の心次第」を強調しているのに対し、北隠・物現は「寺の建立・取替えなどは檀那次第でも 法の儀は別」として法系への干渉を拒んでいるのが双方の主張であるが、こうしてこのころから次第に支配者による領内寺院統制のことは進んでいったものであろう。
なお、こうして天猷寺に迎えられ、期待通りに活躍して益々、釜戸馬場氏の信頼を受け、天猷寺中興として名を残した祖秀とは、後年の大雲慈徳のことで、同寺はこうしてこの時から竜泉門派（景川）となった。
釜戸天猷寺は前記のように馬場三代利尚が自家の領内菩提寺にと延宝8年（1680年）移転再建し、数年にわたる悶着の上貞享元年（1684年）大雲和尚を入寺させて中興とした。
これより先き、同村には別に土岐信光寺系下（竜泉門派）の宝珠庵（永（莫）蔵主 荻之島）、加茂郡細目村の大仙寺系下（聖沢門派）の光春院（洞翁 公文垣内）があった。利尚はかねて檀那数も少ない両寺のこと故え天猷寺末寺にしたいと考え、寛文の末寺帳作製時「直末では寺役も負担しなければならないから」ということで両寺を一応納得させ、「強いて直末にと願うなら時期を待て」ということで、この時には一応天猷寺の末寺と報告させた。
ところが、両寺は納得せず、延宝年中密かに妙心寺へ出願して直末寺として認められていた。このことは、まず宝珠庵直末のことが本山からの寺廻状によって利尚に知れた。こうして、「一滴公（利尚）御立腹ニテ宝珠庵ハ潰候様」 ということで天和二年に無住になった。
この時仲介役に入った光春院も実は同様であることがやがて知れ「領主へ対し重々不届」ということでこれも元禄元年無住となっている。寺のこととはいえ「領主に内密で本山へ願うとは不届」という理由によるもので、寺社もすでに領主の支配管轄下に位置づけられ「寺は檀那次第」 であったことをいかにもよく示している一例である。
両寺はこうして無住・廃寺ののちの元禄5年の末寺帳書き上げの際、四代の馬場尚恒の同意を得た大雲慈徳の運動で、正式に天猷寺の末寺として再興と決まり、翌6年には妙心寺の認可も下り、宝珠庵へは一有蔵主（無外）、光春院へは徒安蔵主（休山智安）が入寺して中興となっている。

## 末寺
- 寶珠寺 (瑞浪市)
- 光春院 (瑞浪市)
- 潮音寺 (可児市)

## 関連リンク
- 天猷寺公式インスタグラム
- 【第三番】　龍吟山　天猷寺　瑞浪市観光協会
- 天猷寺花の木門　瑞浪市役所